# Бранка Соврлић
Бранка Соврлић (Мостар, 1957) српска је фолк певачица рођена у Мостару. Убрзо се преселила, па је цели живот провела у Нишу. Досад је снимила четрнаест албума, са којих су најпознатије песме А тебе нема, Лидо Лидо Лидија и Немој да ме молиш шта ти је. Каријеру је започела 1984. издавањем албума Треба ми. Активна је била и током остатка 20. века. Међутим, након тог периода, Бранка је престала да наступа у Србији, али се појављивала у иностранству. У другој деценији двадесет и првог века, Соврлићева се вратила на сцену, па је 8. октобра 2011. певала на наступу Деведесете у Арени.

## Фестивали
- 1984. МЕСАМ - Требаш ми
- 1985. Хит парада - Да се нисмо растали
- 1986. Хит парада - Мазо моја
- 1987. Хит парада - Сто година чекала бих ја
- 1990. Вогошћа, Сарајево - Лагао си, лагао
- 1990. МЕСАМ - Лагао си
- 1992. Хит парада - Шта да радим
- 1996. МЕСАМ - Волим те
- 2001. Бихаћ - Нема то (Вече забавне музике)
- 2008. Илиџа — Запјевај ми пјесму босанску
- 2009. Вогошћа, Сарајево - Без тебе ја не знам живјети
- 2013. Илиџа — Дуго те, дуго, очекујем / Запјевај ми пјесму босанску (Вече Све љепоте Илиџанских фестивала)
- 2022. Фестивал севдалинке  Севдалинко у срцу те носим, Тузла — Чудна јада од Мостара града (Ревијално вече фестивала)
- 2023. Сабор народне музике Србије, Београд - Ја живот волим

## Дискографија
- Треба ми (1984)
- Мазо моја (1985)
- 100 година (1986)
- И без тебе живети могу (1987)
- Дођи још једном (1989)
- Ти се ни бога не бојиш (1990)
- Лудо срце (1991)
- Најдражи мој (1993)
- Мазо мазо (1994)
- Меду мој шећеру (1995)
- Тебе нема (1996)
- Црна вила (1998)
- Освета (2002)
- Опасна жена (2004)
- Урнебес (2011)

### Видеографија
| Спот                             | Година | Режисер            |
| -------------------------------- | ------ | ------------------ |
| Лидо, Лидија                     | 1990   | -                  |
| Ти се ни бога не бојиш           | 1990   | -                  |
| Шта ћу ако те изгубим            | 1990   | -                  |
| Што ме мучиш                     | 1991   | -                  |
| Мајко моја                       | 1991   | -                  |
| Луталица                         | 1991   | -                  |
| Лагао си                         | 1991   | -                  |
| Крчмарице вина дај               | 1991   | -                  |
| Шта да радим                     | 1991   | -                  |
| Мени живот све узима             | 1991   | -                  |
| Надо моја                        | 1991   | -                  |
| А тебе нема                      | 1993   | -                  |
| Шики шики баба                   | 1993   | -                  |
| Заклела се земља рају            | 1993   | -                  |
| О, да                            | 1993   | -                  |
| Нит ме чекај, нити ми се надај   | 1993   | -                  |
| Да, да да                        | 1993   | -                  |
| Не мислим на сутра               | 1993   | -                  |
| Испод стола руке две             | 1993   | -                  |
| Зар последња ја да сазнам        | 1993   | -                  |
| Мазо, мазо                       | 1994   | -                  |
| Хајде да се волимо               | 1994   | -                  |
| Кобајаги случајно                | 1994   | -                  |
| Драги, врати се                  | 1994   | -                  |
| Било би добро за тебе            | 1995   | -                  |
| Дођи, дођи (Ава, ава)            | 1995   | -                  |
| Ди, ди, ди                       | 1996   | -                  |
| Лили, ли                         | 1998   | -                  |
| Пољуби ме                        | 1998   | -                  |
| Пустите ме људи                  | 1998   | -                  |
| Варалица                         | 2000   | -                  |
| Тамо преко границе               | 2000   | -                  |
| Црна птица                       | 2000   | -                  |
| Спават ћу са другим из ината     | 2000   | -                  |
| Опасна жена                      | 2004   | Видео центар Б И С |
| Рана јесен                       | 2004   | Нешо Је            |
| Урнебес                          | 2011   | -                  |
| Запјевај ми пјесму босанску      | 2011   | -                  |
| Сто пјевача                      | 2015   | Дејан Милићевић    |
| Love me, love me (Воли ме, воли) | 2016   | Дејан Милићевић    |
| Живи живот                       | 2017   | Нешо Је            |